# خیال (مجموعه تلویزیونی)
خیال (به انگلیسی: Reverie) یک سریال تلویزیونی درام علمی تخیلی است که از تاریخ ۱۲ مه تا ۸ اوت ۲۰۱۸ بر روی شبکه ان‌بی‌سی پخش می‌شود.
در تاریخ ۶ نوامبر ۲۰۱۸، ان‌بی‌سی پس از یک فصل این سریال را لغو کرد.

## بازیگران

### اصلی
- سارا شاهی به عنوان مارا کینت ، یک رفتارشناس[۹]
- دنیس هایزبرت به عنوان چارلی ونتانا، یک پلیس سابق و رئیس پیشین مارا[۱۰]
- جسیکا لو به عنوان الکسیس بارت، یک برنامه‌نویس درونگرا و بنیانگذار اونیراتک[۱۱]
- سندهیل رامامورتی به عنوان پل هوماند، دانشمند و توسعه دهنده نسخه ۲٫۰ خیال
- کاترین موریس به عنوان مونیکا شاو، یک مقام وزارت دفاع با علاقه به استفاده از خیال برای اهداف دولت[۱۲]

### مکرر
- جان فلچر به عنوان الیور هیل، شریک سابق الکسیس در اونیراتک[۱۳]
- مادلین مک گراو به عنوان برایان، خواهرزاده مارا
- سام یاگر به عنوان دکتر کریس کوندرا، یک درمانگر و نامزد مارا